# Carlos Mel Banfi
Carlos Mel Banfi (Brive, 1 de julio de 1965) es un piloto franco-argentino de automovilismo de velocidad. Compitió en diferentes categorías del automovilismo argentino, destacándose sus participaciones en el Turismo Competición 2000, la Top Race Junior y el Turismo Internacional. En esta última categoría, supo ser campeón en los años 2008, 2011 y 2014 y subcampeón en 2012.

## Resultados

### Turismo Competición 2000
| Año  | Equipo                     | Auto             | 1    | 2   | 3   | 4   | 5   | 6   | 7   | 8   | 9   | 10  | 11  | 12    | 13  | 14  | Res. | Puntos |
| ---- | -------------------------- | ---------------- | ---- | --- | --- | --- | --- | --- | --- | --- | --- | --- | --- | ----- | --- | --- | ---- | ------ |
| 2006 |                            |                  | BA I | OLA | CR  | VIE | SFE | SJU | SRA | RES | CUR | SMM | GR  | BA II | OBE | PAR | -    | 0      |
| 2006 | Italcred Fineschi Racing   | Honda Civic VI   |      |     |     |     |     |     |     |     |     |     |     |       |     | WD  | -    | 0      |
| 2007 |                            |                  | CR   | GR  | BB  | SMM | SJU | SP  | AG  | SFE | SRA | VIE | BA  | OBE   | SL  | PDE | -    | 0      |
| 2007 | Malta Advanced Racing Team | Honda Civic VI   |      |     |     |     |     |     |     |     | NC  | NC  | Ret |       | NL  |     | -    | 0      |
| 2008 |                            |                  | PAR  | SAL | GR  | SFE | SJU | RES | AG  | BA  | OBE | TRH | VIE | SMM   | PDF | PDE | -    | 0      |
| 2008 | Malta Advanced Racing Team | Honda Civic VIII |      |     |     |     |     |     |     | NL  |     |     |     |       |     |     | -    | 0      |
| 2008 | Fineschi Racing            | Honda Civic VII  |      |     |     |     |     |     |     |     |     |     |     | Ret   | Ret |     | -    | 0      |
| 2009 |                            |                  | AG   | GR  | OBE | SMM | TRH | RES | BA  | CEN | SFE | SFE | SJU | SJU   | PDF |     | -    | 0      |
| 2009 | Malta Advanced Racing Team | Honda Civic VIII | Ret  | 19† | 18  | 23  | Ret | 24  |     |     |     |     |     |       |     |     | -    | 0      |

#### Copa de Pilotos Privados
| Año  | Equipo                     | Auto             | 1   | 2   | 3   | 4   | 5   | 6   | 7  | 8   | 9   | 10  | 11  | 12  | 13  | Res. | Puntos |
| ---- | -------------------------- | ---------------- | --- | --- | --- | --- | --- | --- | -- | --- | --- | --- | --- | --- | --- | ---- | ------ |
| 2009 |                            |                  | AG  | GR  | OBE | SMM | TRH | RES | BA | CEN | SFE | SFE | SJU | SJU | PDF | -    | 0      |
| 2009 | Malta Advanced Racing Team | Honda Civic VIII | Ret | 11† | 8   | 13  | Ret | 13  |    |     |     |     |     |     |     | -    | 0      |

#### Copa Endurance Series
| Año  | Equipo                     | Auto             | 1   | 2  | 3   | Res. | Puntos |
| ---- | -------------------------- | ---------------- | --- | -- | --- | ---- | ------ |
| 2009 |                            |                  | TRH | BA | PDF | -    | 0      |
| 2009 | Malta Advanced Racing Team | Honda Civic VIII | Ret |    |     | -    | 0      |

### Rally Dakar
| Año     | Categoría | Vehículo | Piloto                          | Posición | Etapas |
| ------- | --------- | -------- | ------------------------------- | -------- | ------ |
| 2022    | Camiones  | MAN      | Juan Manuel Silva / Pau Navarro | Ret.     | -      |
| Fuente: |           |          |                                 |          |        |